# Zunifolk

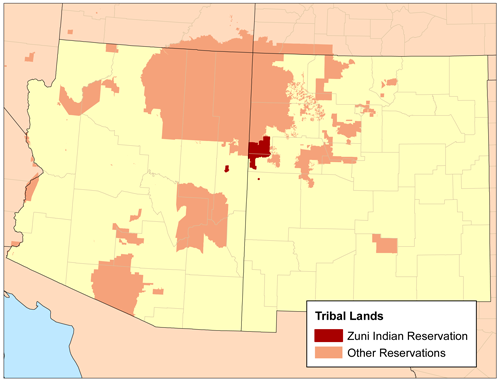
Zunifolkets reservat visas i mörkrött.

Zunifolket eller zuñi är en nordamerikansk ursprungsbefolkning som huvudsakligen är bosatta i Zunireservatet i västra New Mexico där den största  bosättningen utgörs av Zuñi Pueblo. De tillhör ökenpueblofolkets kultursfär.

## Ursprunglig kultur
Zunifolket levde ursprungligen vid nedre Coloradofloden i Arizona och i New Mexico. Själva kallade de sig A-siwi vilket i sin tur betyder kött. Det finns antydningar om att deras språk härstammar från det Aztek-tanoanesiska språket. De var jordbrukare, krukmakare och liksom hopifolket utövade de en religion som var centrerad till katchinas (därav katchinadockor). Deras samhällen var organiserade i fyra nivåer. Prästerna ansvarade för kommunikationen med andevärlden, att bringa fruktsamhet och livskraft till folket. 

## Folkmängd
Zuñi deltog i Pueblofolkets uppror mot spanjorerna år 1680 och bosatte sig efter kriget i sina nuvarande områden i nordvästra New Mexico. Zuniernas antal uppgick till ca 2 500 personer år 1680, i dag överstiger deras antal 7 700.
Vid folkräkningen 2000 rapporterade 10 122 människor att de räknade de sig som helt eller delvis Zuñi.